# Hulsogi, Shiggaon
Hulsogi là một làng thuộc tehsil Shiggaon, huyện Haveri, bang Karnataka, Ấn Độ.